# Takra

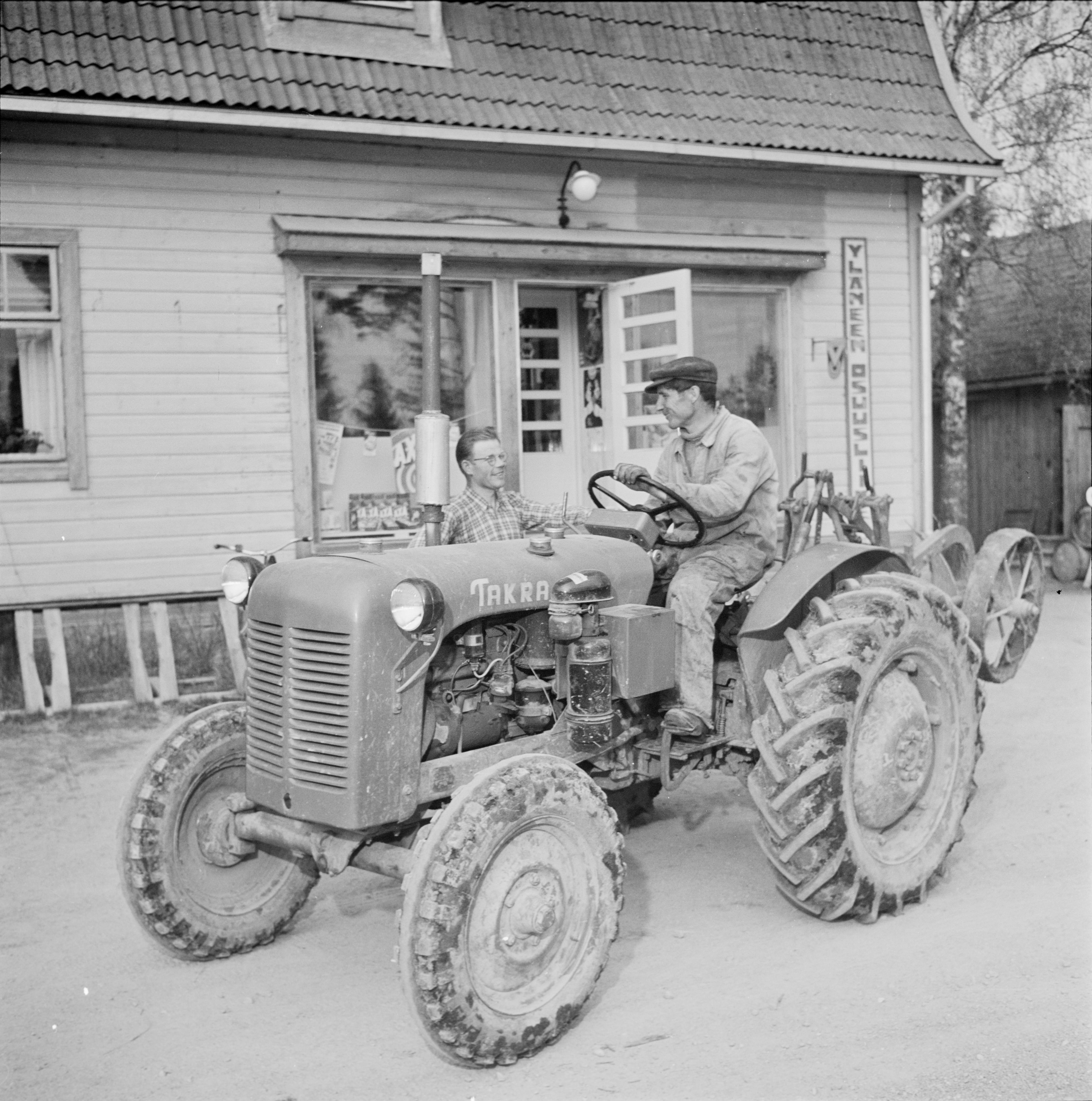
Ein Takra-Traktor von 1955

Der Takra war ein finnischer Traktor der in 880 Einheiten von 1949 bis 1954 produziert wurde. Der Traktor zwar technisch ausgereift, aber zu teuer im Vergleich der Eigenschaften zu seiner Konkurrenz.

## Hintergrund
Die Fabrik zur Produktion des Takra-Traktors wurde in Tampere, Stadtteil Nekala, eingerichtet. Das Unternehmen wurde als Busbetreiber gestartet, begann aber während des Zweiten Weltkrieges mit der Produktion von Kraftfahrzeugersatzteilen. Nach dem Krieg wurden Bandförderanlagen als Kriegsreparation für die Sowjetunion hergestellt. Im Jahr 1948 war die Mitarbeiterzahl auf 300 angewachsen und der Umsatz betrug 188 Millionen Finnische Mark.

## Planung
Nach dem Krieg wurde ein großer Mangel an Traktoren in Finnland festgestellt und man traf die Entscheidung Traktoren zu Bauen. Zu Beginn des Jahres 1947 wurde der Technische Direktor der Firma, Aulis A. Lumme, beauftragt Pläne für einen Traktor vorzulegen. Der erste Prototyp wurde im Frühjahr 1948 fertiggestellt und ein Jahr später wurde er beim 40. Jubiläum der Kangasala Bauerngesellschaft ausgestellt. Die Veranstaltung wurde auch von Helsingin Sanomat, der wichtigsten Zeitung in Finnland, gemeldet.

## Produktion
Die erste Probeserie von sechs Einheiten wurde im Juni 1949 produziert und ein Exemplar wurde zur Prüfung an das Staatliche Forschungsinstitut für Landwirtschaftsmaschinen (Vakola) gesendet, woraufhin noch verschiedene Verbesserungen am Takra-Traktor vorgenommen wurden.
Als Handelsvertretung wurde die Firma Suomen Maanviljelijäin Kauppa Oy (SMK) gewährt, die auch McCormick-Traktoren vertrieb. Im Juni 1950 wurde der Takra-Traktor auf der Tampere Messe auf dem Stand von SMK vorgestellt. Die Messe besuchten 115 000 Besucher. Danach wurde der Takra auf der Savo Messe in Varkaus ausgestellt.
Die Serienproduktion begann im Jahr 1951 mit einem veranschlagten Volumen von 100 Einheiten, doch aufgrund eines Streiks in der Metallindustrie wurden nur 30 Traktoren bis zum folgenden Februar gebaut. Die Unternehmensleitung versuchte die Kunden davon zu überzeugen, dass die Produktionskapazität erhöht würde, sobald die Kriegsreparationen an die Sowjetunion ausgezahlt würden. Der Preis der Takra-Traktoren war leider höher geklettert als ursprünglich veranschlagt, was ihn wesentlich teurer machte, im Vergleich zur ausländischen Konkurrenz.
Das Produktionsvolumen im Jahr 1951 war berichtet auf 100 Traktoren und die Produktion des Folgejahres auf 200. Der einzige Engpass in den Jahren war die Rohstofflage, so dass die Produktion nicht im vollen Umfang betrieben werden konnte. Das Unternehmen entwickelte und produzierte neben den Traktoren auch Takra-kompatible landwirtschaftliche Anbaugeräte und Maschinen. Zur gleichen Zeit gab es einen großen Mangel an Traktoren in Finnland. Der geschätzte Bedarf lag bei etwa 10 000–15 000 Traktoren die aber im Land selber nicht hergestellt werden konnten, weshalb die finnische Regierung unter Druck geriet, um die Einfuhrbeschränkungen aufzuheben. Ende des Jahres 1951 wurde der Import für mehrere Monate ausgesetzt, so dass eine Vielzahl von Traktoren verschiedener Hersteller Importiert werden konnten.
Der Bau einer neuen Fabrik für die Produktion des Takra-Traktors wurde im Frühjahr 1953 begonnen und im Winter 1954 wurde umgezogen und es begann die Produktion. Lag die Herstellungsgeschwindigkeit im alten Werk noch bei einem Traktor pro Tag, so konnte sie im neuen Werk auf acht Traktoren pro Woche gesteigert werden. Um eine jährliche Anzahl von etwa 500–600 Traktoren produzieren zu können, wurde auf die Mithilfe von Subunternehmern gebaut, womit man versuchte auch die Herstellungskosten in den Griff zu bekommen. Jedoch führte die künstliche Überbewertung der finnischen Mark und Preisdumping der ausländischen Traktoren die Produzenten des Takra-Traktors vor erhebliche Probleme. So kostete zum Beispiel ein Fordson Major etwa 500 000 Mark in Schweden, während der Preis in Finnland nur bei 390 000 Mark lag.
Die neue Takra-Fabrik wurde nicht lange betrieben. Der Besitzer der Firma, Väinö Paunu, beschloss die Produktion einzustellen, worauf sie an die Stadt Tampere verkauft wurde.
Offiziell lag die Takra-produktion bei 880 Einheiten. Nach Angaben der Behörden war die Anzahl etwa 100 Einheiten geringer. Die letzten Takras wurden vom SMK-Lager im Jahr 1955 abverkauft.

## Technische Daten und Eigenschaften
Der Traktor wird von einem Waukesha-Petroleummotor mit einer Leistung von 26 PS angetrieben und das Getriebe hat vier Gänge. Zur Ausstattung des Traktors gehört unter anderem ein Dreipunkt-Kraftheber. Das Leergewicht beträgt 1 740 kg.
Die Ausgangsbasis des Takra-Traktors entsprach dem des Fordson Major. Während der Vakola-Prüfungen könnte leicht eine Spatenrollegge mit 25 Rollen im dritten Gang gezogen werden. Mit Radketten ausgestattet konnte ein Doppelscharpflug, mit 14-Zoll-Streichblechen, auf mittelhartem Boden gezogen werden.
Insgesamt wurde der Takra positiv aufgenommen, was die Bedienung und den Unterhalt anging. Als ideale Betriebsgrößen für den Takra-Traktor wurden Bauernhöfe mit einer Betriebsgröße von 40 Hektar angenommen, woraus sich eine recht gutes Marktpotenzial ergab. Auch galt er für Forstarbeiten geeignet.
Der Stolperstein von Takra war seinen Preis. Im Dezember 1951 kostete ein Takra 665 000 Finnische Mark: Ausgestattet mit elektrischem Starter, hydraulischem Dreipunkt-Kraftheber, Riemenscheibe für stationären Betrieb, Zapfwelle und Scheinwerfern. Dem gegenüber stand ein Fordson Major mit nur 351 500 Mark. Anderseits war der Takra auch ohne das genannte Zubehör erhältlich, was den Preis senkte.